# 세도 강의성 및 강희 정려
세도 강의성 및 강희 정려는 충청남도 부여군 세도면 귀덕리에 있는 정려이다. 2017년 12월 26일 부여군의 향토문화유산 제138호로 지정되었다.